# Округ Кари (Орегон)
Кари (енгл. Curry County) је округ у америчкој савезној држави Орегон.

## Демографија
По попису из 2010. године број становника је 22.364, што је 1.227 (5,8%) становника више него 2000. године.
| Група             | 2000.          | 2010.          |
| Белци             | 19.206 (90,9%) | 19.837 (88,7%) |
| Афроамериканци    | 32 (0,2%)      | 67 (0,3%)      |
| Азијати           | 147 (0,7%)     | 160 (0,7%)     |
| Хиспаноамериканци | 761 (3,6%)     | 1.201 (5,4%)   |
| Укупно            | 21.137         | 22.364         |